# Milan (Quebec)
Milan es un municipio canadiense situado en la provincia de Quebec.

## Superficie
Milan tiene una superficie de 129,44 km².

## Demografía
En 2021, tenía 318 habitantes, una densidad poblacional de 2,5 hab./km², y 212 viviendas.